# Londra dei Tudor
Enrico Tudor, che salì al trono inglese come Enrico VII nel 1485, e sposò Elisabetta di York, pose fine alla Guerra delle Rose. Fu un monarca risoluto ed efficiente che centralizzò il potere politico nella corona. Commissionò la celebre "Cappella di Enrico VII" all'Abbazia di Westminster e continuò la pratica reale di prendere in prestito fondi dalla City di Londra per le sue guerre contro i francesi e rimborsò i prestiti alle loro scadenze, il che fu una sorta di innovazione. In generale, tuttavia, si interessò poco a valorizzare Londra. Tuttavia, la relativa stabilità del regno Tudor ebbe effetti a lungo termine sulla città, che crebbe rapidamente durante il XVI secolo. La nobiltà scoprì che il potere e la ricchezza erano conquistati meglio gareggiando per il favore a corte, piuttosto che combattendo tra di loro nelle province come avevano fatto così spesso in passato. Si ritiene che il periodo Tudor sia terminato nel 1603 con la morte della regina Elisabetta.
Tuttavia, la Londra dei Tudor era spesso tumultuosa per gli standard moderni. Nel 1497 il pretendente Perkin Warbeck, che sosteneva di essere Riccardo, duca di York, il fratello minore del giovane monarca Edoardo V, si accampò a Blackheath con i suoi seguaci. All'inizio ci fu il panico tra i cittadini, ma il re organizzò la difesa della città, i ribelli si dispersero e Warbeck fu presto catturato e impiccato a Tyburn.

## La Riforma
La Riforma anglicana produsse pochi spargimenti di sangue a Londra, con la maggior parte delle classi superiori che cooperarono per realizzare un graduale passaggio al protestantesimo. Prima della Riforma, più della metà dell'area di Londra era occupata da monasteri, conventi e altre case religiose, e circa un terzo degli abitanti erano monaci, monache e frati. Così la "dissoluzione dei monasteri" di Enrico VIII ebbe un profondo effetto sulla città poiché quasi tutte queste proprietà passarono di mano. Il processo iniziò a metà degli anni '30 del Cinquecento e nel 1538 la maggior parte delle case più grandi era stata abolita. Holy Trinity Aldgate andò a Lord Audley e il marchese di Winchester si costruì una casa in una parte dei suoi recinti. La Certosa andò a Lord North, i Blackfriars a Lord Cobham e il lebbrosario di St Giles a Lord Dudley, mentre il re prese per sé il lebbrosario di St James, che fu ricostruito come St. James's Palace. Enrico prese la casa del cardinale Wolsey a Westminster, York Place, e la convertì e la ampliò gradualmente fino a riempire l'area di Whitehall con una disorganizzata passeggiata e racchiuse le ex terre dell'Abbazia di Westminster come parco dei cervi, l'attuale Hyde Park e St. James's Park. A ovest si trovava il villaggio di Kensington.
Poco prima della sua morte il re rifondò il St Bartholomew's Hospital, ma la maggior parte dei grandi edifici rimase vuota quando morì nel 1547. Durante il regno di Edoardo VI, molte proprietà passarono alle City Livery Companies al posto del pagamento dei debiti della corona e, in alcuni casi, gli affitti che ne derivavano furono usati a scopi di beneficenza. Separatamente, nel 1550, la città acquistò il maniero di Southwark, sulla riva sud del Tamigi e rifondò il monastero di St. Thomas come St Thomas' Hospital. Il Christ's Hospital fu fondato in questo periodo e il Bridewell Palace fu convertito in una casa per bambini e in una casa di correzione per le donne. Lo scioglimento fu anche molto redditizio per i cortigiani favoriti che potevano ottenere proprietà a condizioni generose. Gran parte di questo venne ricostruito in modo intensivo, stipando in ogni angolo gli alloggi extra richiesti dalla fiorente popolazione di Londra.
Alla morte di Edoardo VI, nel 1553, Lady Jane Grey fu ricevuta alla Torre di Londra come regina, ma il sindaco e gli assessori cambiarono presto rotta e proclamarono invece regina Maria I d'Inghilterra. L'anno successivo la decisione della nuova monarca di sposare Filippo II di Spagna provocò una rivolta guidata da Sir Thomas Wyatt, che prese possesso di Southwark, e in seguito raggiunse Charing Cross, sulla strada da Westminster alla City, che oggi è considerata il fulcro di Londra, prima di passare a Ludgate. Ma non ci fu alcuna rivolta nella città e Wyatt si arrese. Ciò dimostra la cruciale importanza politica della Città in quel momento, e la poca importanza dei rioni fuori le mura.

## Londra elisabettiana

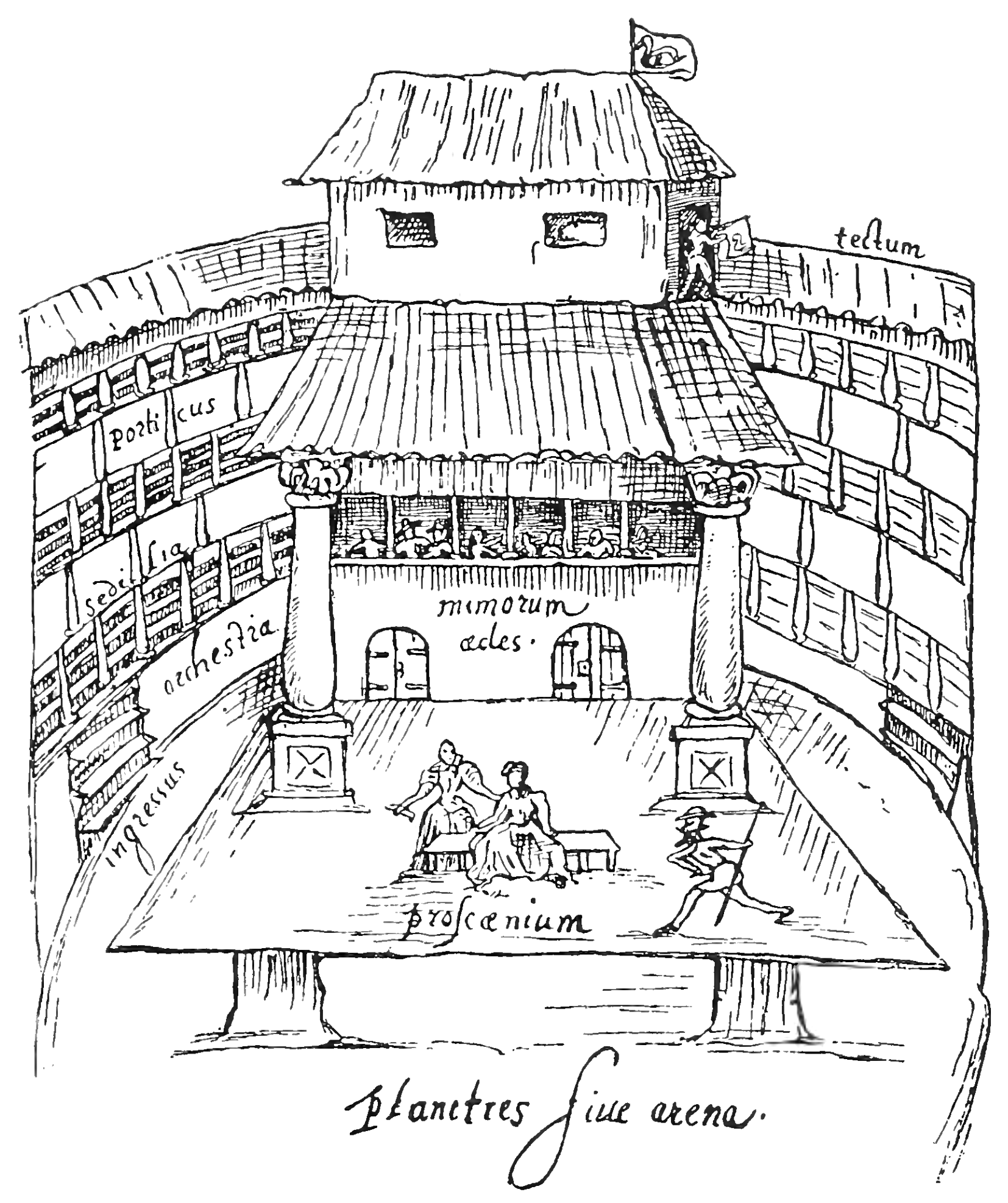
Uno schizzo del 1596 di una rappresentazione teatrale in corso al The Swan

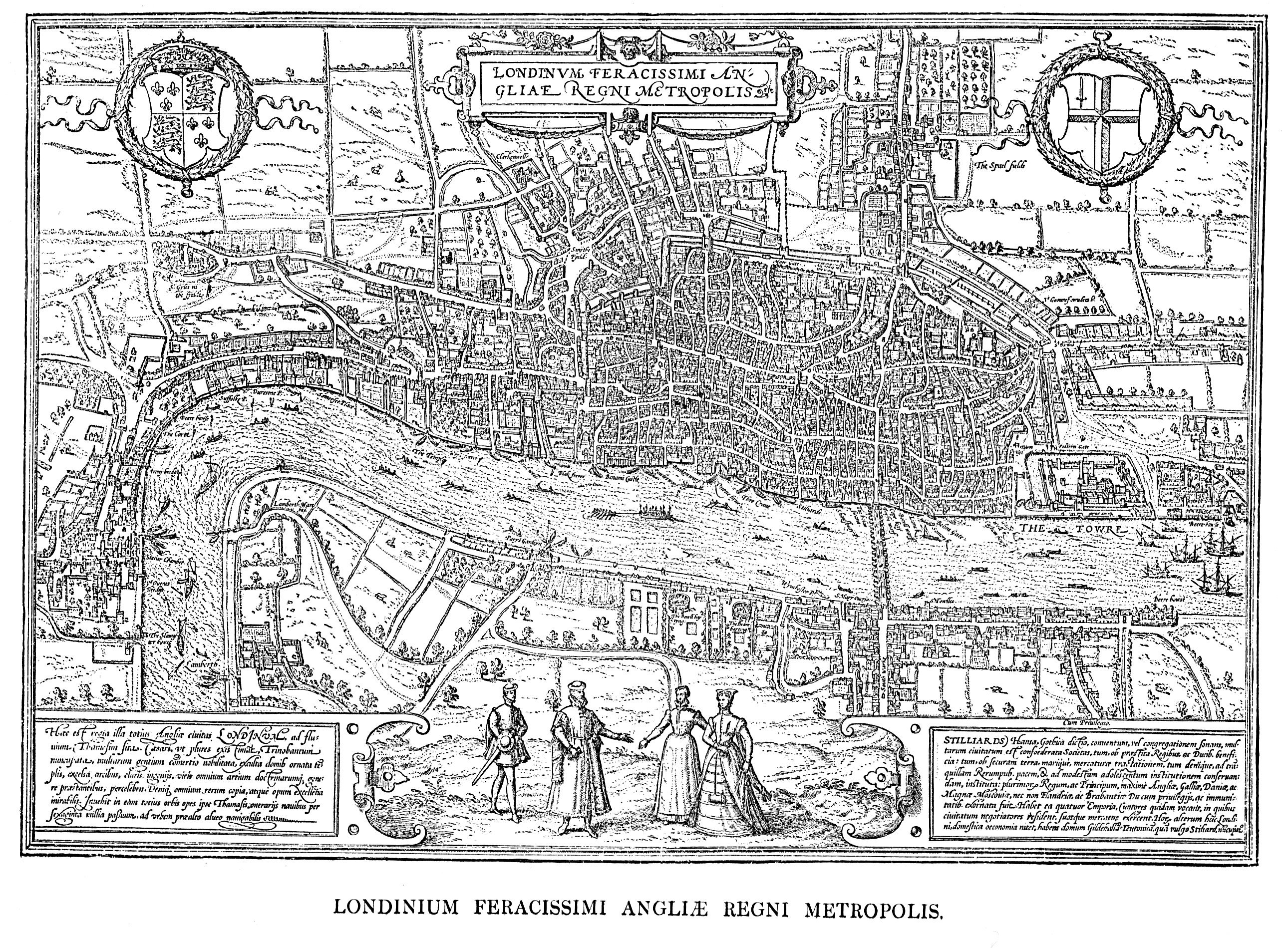
Mappa di Londra di Hoefnagel, 1572, da Civitates Orbis Terrarum

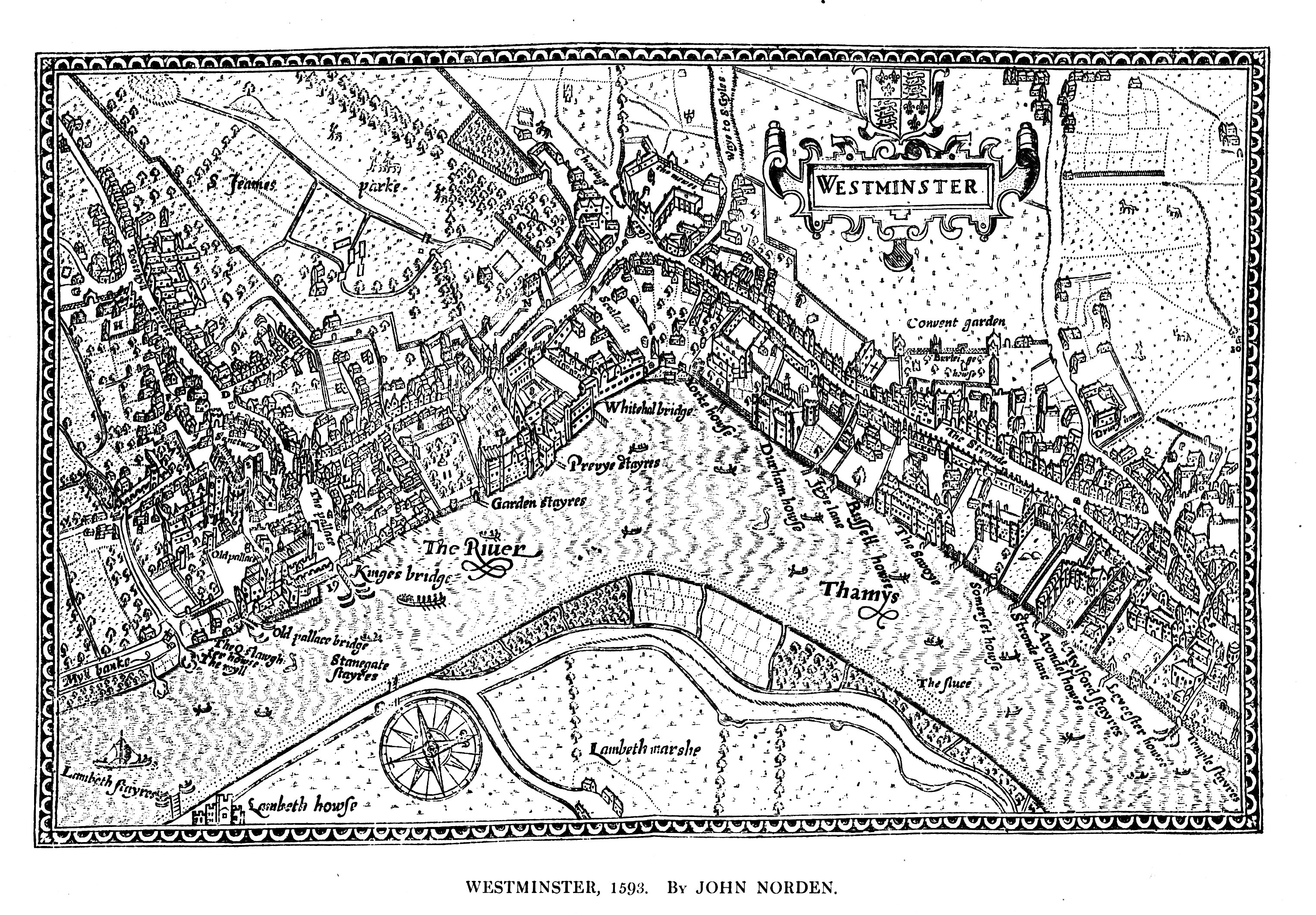
Mappa di Westminster di John Norden, 1593.

L'incoronazione della regina Elisabetta nel 1558 inaugurò l'era elisabettiana. Questo è spesso considerato il culmine del Rinascimento inglese e della cultura Tudor.
La fine del XVI secolo, quando William Shakespeare e i suoi contemporanei vivevano e lavoravano a Londra, fu uno dei periodi più importanti della storia culturale della città. Tuttavia, c'era una notevole ostilità allo sviluppo del teatro. Gli intrattenimenti pubblici producevano folle e queste erano temute dalle autorità, perché potevano diventare pericolose, e da molti cittadini comuni che temevano che grandi assembramenti potessero contribuire alla diffusione della peste. Il teatro stesso era lontano dal filone puritano sempre più influente nella nazione. Tuttavia, la regina Elisabetta amava le commedie, che venivano rappresentate per lei privatamente a corte, e approvava le rappresentazioni pubbliche di "commedie adatte a produrre una ricreazione onesta e nessun esempio di male". L'11 aprile 1582 i Signori del Consiglio privato di sua maestà scrivevano al Sindaco dicendo che, poiché "Sua Maestà qualche volta si diletta di questi divertimenti, non è stato ritenuto inopportuno, vista la stagione dell'anno e la rarefazione dell'infezione dalla città, di consentire a certe compagnie di attori di Londra, di raggiungere più destrezza e perfezione in quella professione, per meglio accontentare sua Maestà".
Tuttavia, i teatri furono per lo più costruiti al di fuori dei confini della città e al di fuori della sua giurisdizione. Il primo distretto teatrale si trovava a nord delle mura della città, a Shoreditch. Qui furono costruiti The Theatre e The Curtain, rispettivamente nel 1576 e nel 1577. Successivamente la sponda meridionale del fiume, già costituita come area dove si potevano assistere a divertimenti meno salutari come il bear-baiting, divenne il centro principale. I teatri di Bankside includevano The Globe, The Rose, The Swan e The Hope. Anche il Blackfriars Theatre, sebbene all'interno delle mura, era fuori dalla giurisdizione della città.
Durante gli ultimi anni, per lo più calmi, del regno di Elisabetta, alcuni dei suoi cortigiani e alcuni dei cittadini più ricchi di Londra si costruirono residenze di campagna nel Middlesex, nell'Essex e nel Surrey. Questo fu un inizio del movimento delle ville, il gusto per le residenze che non erano né di città né in una tenuta agricola, ma quando l'ultimo dei Tudor morì nel 1603, Londra era ancora molto compatta.

## Commercio e industria
Durante il periodo Tudor, Londra stava rapidamente aumentando di importanza tra i centri commerciali europei e le sue numerose piccole industrie erano in piena espansione, in particolare quella della tessitura. Il commercio si espanse oltre l'Europa occidentale verso la Russia, il Levante e le Americhe. Questo fu il periodo del mercantilismo. A Londra furono fondate società commerciali di monopolio come la Compagnia di Mosca (1555) e la Compagnia britannica delle Indie orientali (1600) da parte della Royal Charter. Quest'ultima, che alla fine arrivò a governare gran parte dell'India, fu una delle istituzioni chiave a Londra, e in Gran Bretagna nel suo insieme, per due secoli e mezzo. Nel 1572 gli spagnoli distrussero la grande città commerciale di Anversa, dando a Londra il primo posto tra i porti del Mare del Nord. Gli immigrati giunsero a Londra non solo da tutta l'Inghilterra e dal Galles, ma anche dall'estero; per esempio, gli ugonotti provenivano dalla Francia. La popolazione passò da una stima di 50.000 persone nel 1530 a circa 225.000 nel 1605.

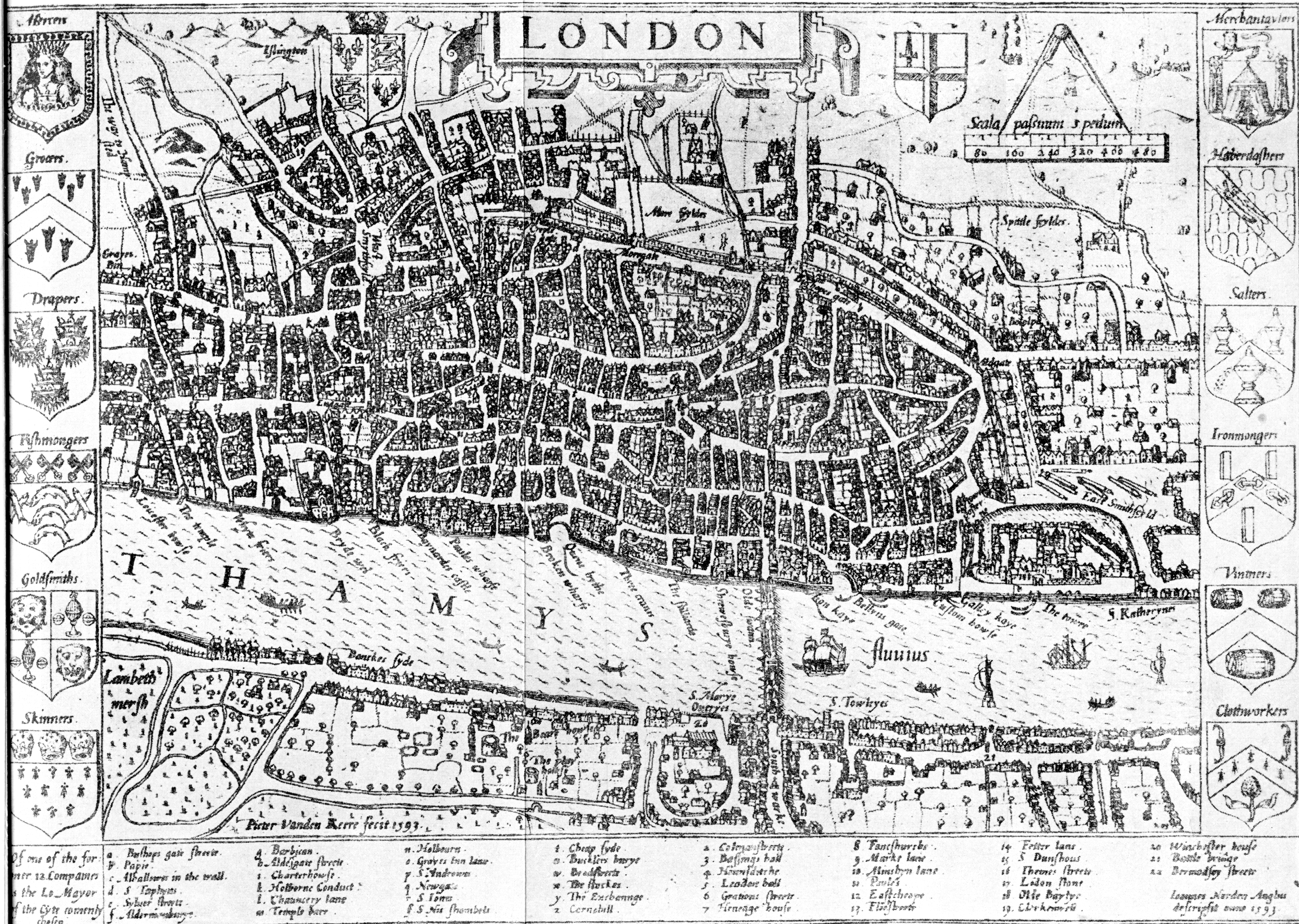
La mappa di Londra di John Norden nel 1593. C'è solo un ponte sul Tamigi, ma risultano sviluppate parti di Southwark sulla riva sud del fiume.

Allo stesso tempo, ripetute ordinanze, in futili tentativi di controllare l'espansione urbana incontrollata, proibirono la costruzione di nuove case su meno di 4 acri (16 000 m²) di terreno nel 1580, 1583, 1593 e 1605, applicandole a terreni fino a Chiswick o Tottenham, gli equivalenti Tudor dei controlli della cintura verde e della zonizzazione di cinque acri. Un risultato fu una maggiore suddivisione e costruzione scadente all'interno della città, dove le solite case dei ceti medi mantennero la loro costruzione medievale a graticcio vernacolare, con abbaini e timpani e piani superiori che sporgevano sulle strade. Nel 1605 si stimava che 75.000 persone abitassero nella City mentre altre 115.000 nelle circostanti "Liberties", la periferia interna dove non esisteva il decreto City. Lincoln's Inn Fields rimase campagna, un "piccolo resto di Ayre" secondo un memorandum del Privy Council nel 1617, quando fu proposto per la prima volta di costruirvi le case.
L'East End di Londra si sviluppò durante questo periodo in modo non pianificato della striscia lungo le strade esistenti. Il topografo e storico della città John Stow ha ricordato che in Petticoat Lane, durante la sua gioventù, aveva corso tra i campi, fiancheggiati da siepi, ma era diventato "un continuo di casette con giardino e piccoli cottage" e Wapping "una strada continua o uno sporco passaggio rettilineo con vicoli di piccole case popolari”. Nell'East End, le industrie potevano essere portate avanti senza la supervisione delle corporazioni londinesi, le Livery Company, ancora potenti e gelose della loro giurisdizione.
In questo periodo furono disegnate le prime mappe di Londra. La maggior parte della popolazione era ancora racchiusa nella città, vivendo a una densità che nel XXI secolo è sconosciuta nel mondo sviluppato. La vecchia strada che andava dalla città alla corte reale di Westminster, lo Strand, era fiancheggiata da palazzi aristocratici sul lato meridionale. I loro giardini scendevano fino al Tamigi, e lo Strand rimaneva la strada principale. "Uno spettacolo molto bello" riferì l'ambasciatore veneziano nel 1551, "ma sfigurato dalle rovine di una moltitudine di chiese e monasteri" Sebbene le strade laterali iniziassero a svilupparsi al largo dello Strand, i due insediamenti erano altrimenti separati: Westminster era una piccola frazione delle dimensioni della città.
Altri distretti che sono centrali nella Londra del XXI secolo come Westminster e la stessa City erano ancora rurali alla fine del XVI secolo. Covent Garden era davvero un orto. A Holborn e Bloomsbury furono costruiti ospedali e case di convalescenza per sfruttare l'aria di campagna. Islington e Hoxton erano villaggi periferici.
Nel 1561, un fulmine colpì l'Antica cattedrale di San Paolo. Il tetto venne riparato, ma la guglia alta 150 metri non venne mai ricostruita. Nessuna nuova chiesa fu costruita a Londra dopo il completamento di St Giles Cripplegate fino alla cappella della regina di Inigo Jones, iniziata nel 1623. Si sentiva il bisogno di nuove scuole, a seguito dello scioglimento delle scuole monastiche. St Paul's era stata fondata da John Colet nel 1510. Il Christ's Hospital (1552, sui terreni di Greyfriars), fu seguito dalla Charterhouse nel 1611. Nel 1565 Thomas Gresham fondò una nuova borsa mercantile nella città, che nel 1571 ricevette il titolo di "Royal Exchange" dalla regina Elisabetta. Nell'aprile del 1580 ci furono alcuni danni a camini e muri a causa del terremoto dello Stretto di Dover del 1580.